# Храм Тирумали Венкатешвари

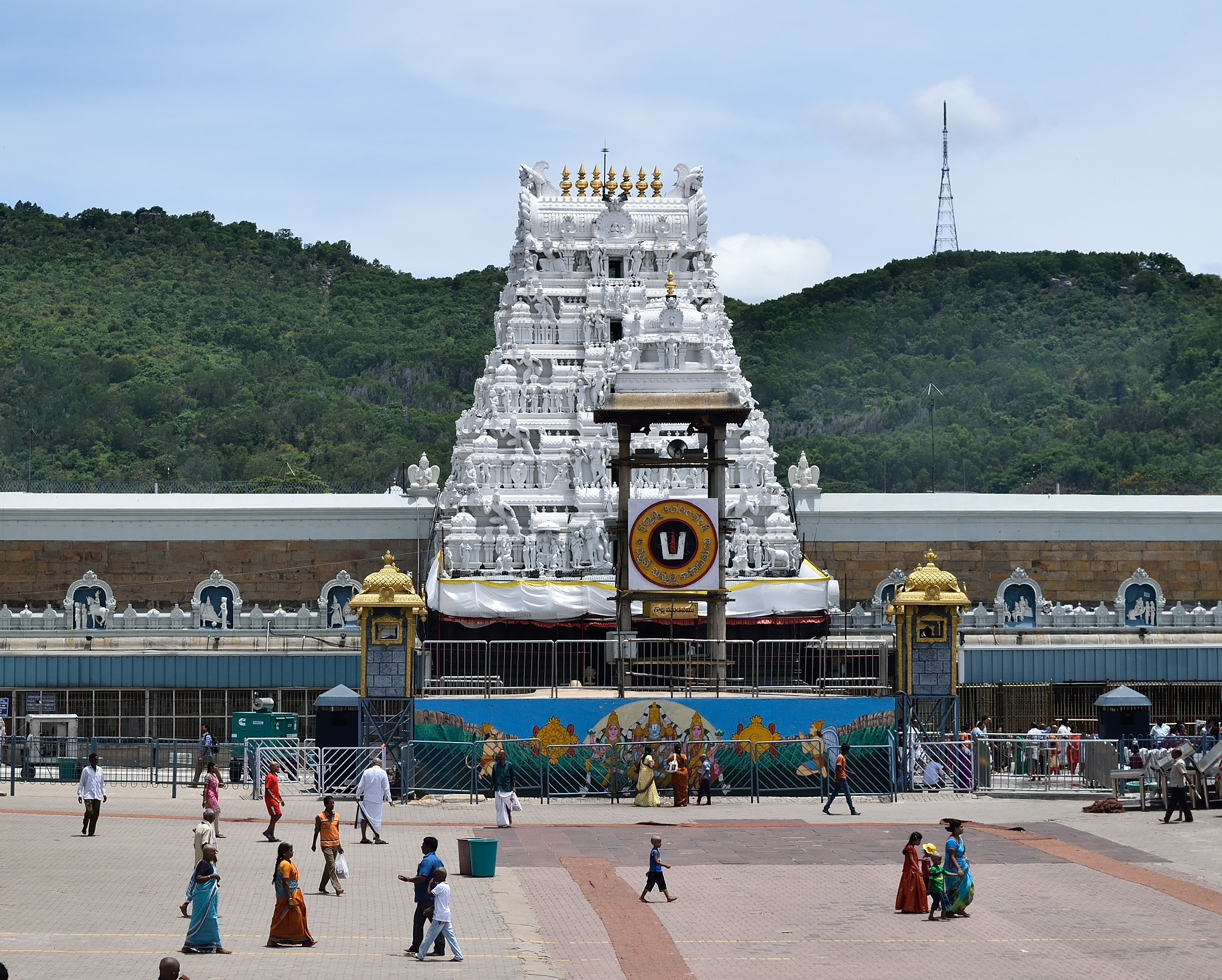
Вид на фасад храму

Храм Тирумали Венкатешвари — індуїстський храм у гірському місті Тірумала в районі Тірупаті штату Андхра-Прадеш, Індія.

## Історія храму
Храм присвячений Венкатешварі, формі Вішну, який, як вважають, з'явився на землі, щоб врятувати людство від випробувань. Це місце ще називають Каліюга Вайкунтха. Храм також відомий під іншими назвами, як Храм Тірумала, Храм Тірупаті та Храм Тірупаті Баладжі. Храмом керує Тірумала Тірупаті Девастханам (TTD), яка знаходиться під контролем уряду штату Андхра-Прадеш. 
Пагорби Тірумала є частиною хребта пагорбів Сешачалам. Висота пагорбів  853 метри над рівнем моря, там сім піків, що представляють сім голів Адішеші. Храм розташований на сьомій вершині — Венкатадрі, на південному березі Шрі Свамі Пушкаріні. Тому храм також називають «Храмом семи пагорбів».
Храм побудовано протягом певного періоду часу, починаючи з 300 року нашої ери.  Храм дотримується традиції поклоніння Вайханаса Агама. Він є одним із восьми Кшетр Вішну Сваямбу і входить до списку 75-го Дів’я Десам. Приміщення Храму має дві сучасні будівлі комплексу для управління натовпом паломників, комплекс для безкоштовного харчування для паломників, будівлі для постригування волосся та кілька місць для ночівлі для паломників.
Це один із найбагатших храмів у світі з точки зору отриманих пожертвувань і багатства.  

## Легенди про храм
З проявом божества в Тірумалі пов'язано кілька легенд. Згідно з однією легендою, у храмі є мурті Венкатешвара, який, залишатиметься тут протягом усього періоду нинішньої Калі Юги.   Під час Двапара-юги Адішеша проживав на землі як Пагорби Сешачалам після поразки в змаганні з Вайю. Згідно з Пуранами, Тірумала розглядається як Адівараха Кшетра. Після вбивства Хіраньякші Адівараха оселився на цьому пагорбі. Венкатачала Махатьям — широко поширена легенда про храм Тірумала. 

## Сучасна історія

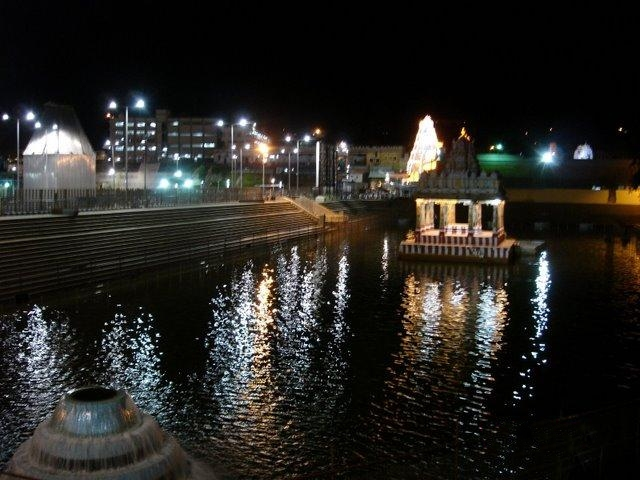
Свамі Пушкарні з Тірумали

Після розпаду імперії Віджаянагара в липні 1656 року храм перейшов до рук Голконди, а потім на короткий час перебував під владою французів і до 1801 року нашої ери під керівництвом Наваба з Карнатику. З приходом британців на початку 19 століття управління храмом перейшло до рук Ост-Індської компанії, яка надала храму особливий статус і уникала втручання в діяльність храму.  Уряд Мадраса прийняв постанову 7 від 1817 року, згідно з якою храм передавався податковій службі через колектора округу Північний Аркот. 
У 1843 році Ост-Індська компанія передала управління Храмом разом Махантам з Хатхірамджі Мута, які діяли як Вікаранакарта. Він перебував під владою Махантів протягом шести поколінь до 1933 року, коли Тірумала Тірупаті Девастханамс була сформована   у 1933 році  Закон 1933 року був замінений Законом Мадраса про індуїстські релігійні та благодійні фонди 1951 року. Знову в 1966 році храм був переданий під безпосереднє управління Департаменту благодійних фондів штату Андхра-Прадеш, відповідно до Закону про благодійні та індуїстські релігійні установи та фонди Андхра-Прадеш.    Храмом керує орган Tirumala Tirupati Devasthanams (TTD), який знаходиться під контролем уряду штату Андхра-Прадеш. Голова TTD призначається урядом штату Андхра-Прадеш. Дохід від цього храму використовується урядом штату Андхра-Прадеш.  
Храм щодня приваблює приблизно 75 000 паломників.  Річний бюджет, оцінений у 2530,10 крор індійських рупій на фінансовий рік 2015–16,  управляє благодійними фондами, кошти яких отримуються з бюджету та пожертвувань від відданих.  Річний дохід оцінюється в 10 індійських рупій мільярдів у 2008 році. Більшу частину доходу отримує від пожертвувань у SriVari Hundi. Віддані жертвують TTD, сума яких становить мільйони рупій. TTD, організація, яка піклується про благоустрій храму, керує різними благодійними фондами, кошти яких надходять із бюджету та пожертв відданих. 

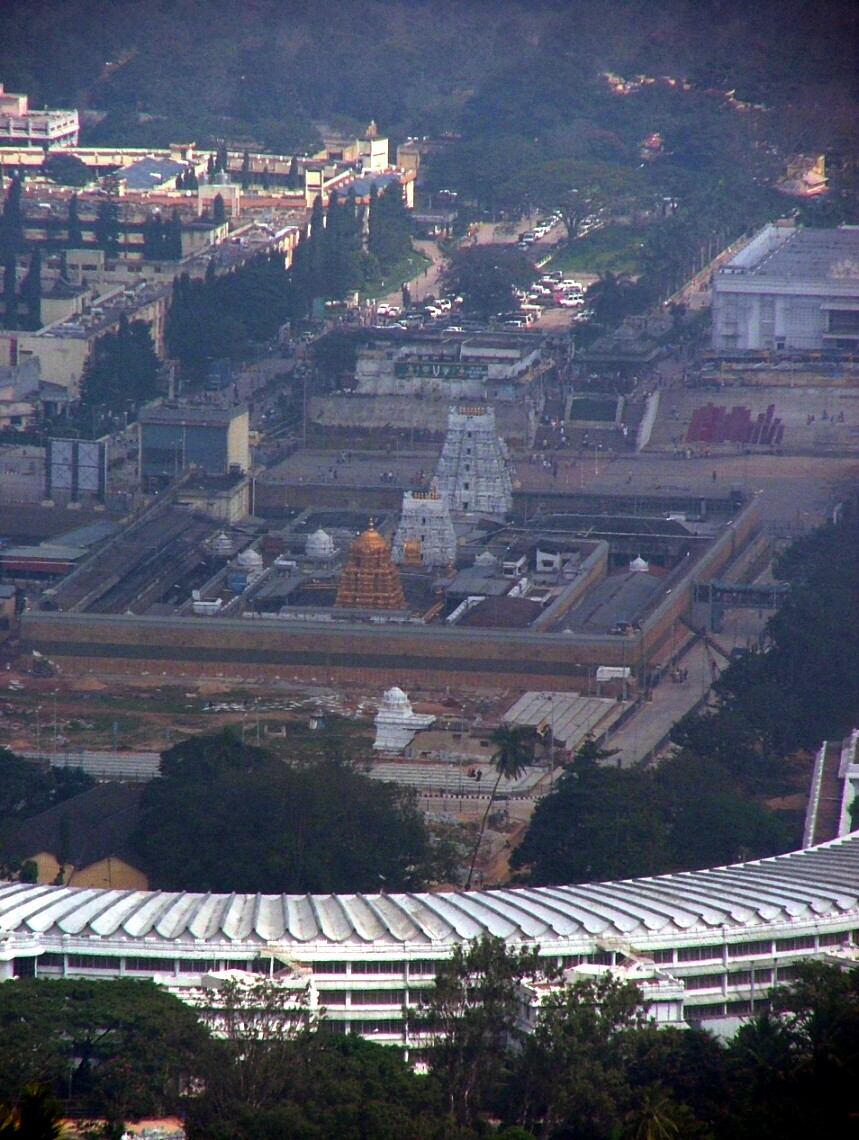
Храм Тірумала та комплекс черги Вайкунтам (напівкругла будівля на передньому плані), як видно з Шріварі Падалу на пагорбі Нараянагірі

Венкатешвара представлена п’ятьма божествами (берамами), включаючи Мулавірат, які разом називаються Панча берамулу (Панча означає п’ять; Берам означає Божество). П'ять божеств: Дхрува Берам (Мулавар), Каутука Берам, Снапана Берам, Утсава Берам, Балі Берам.

## Фестивалі

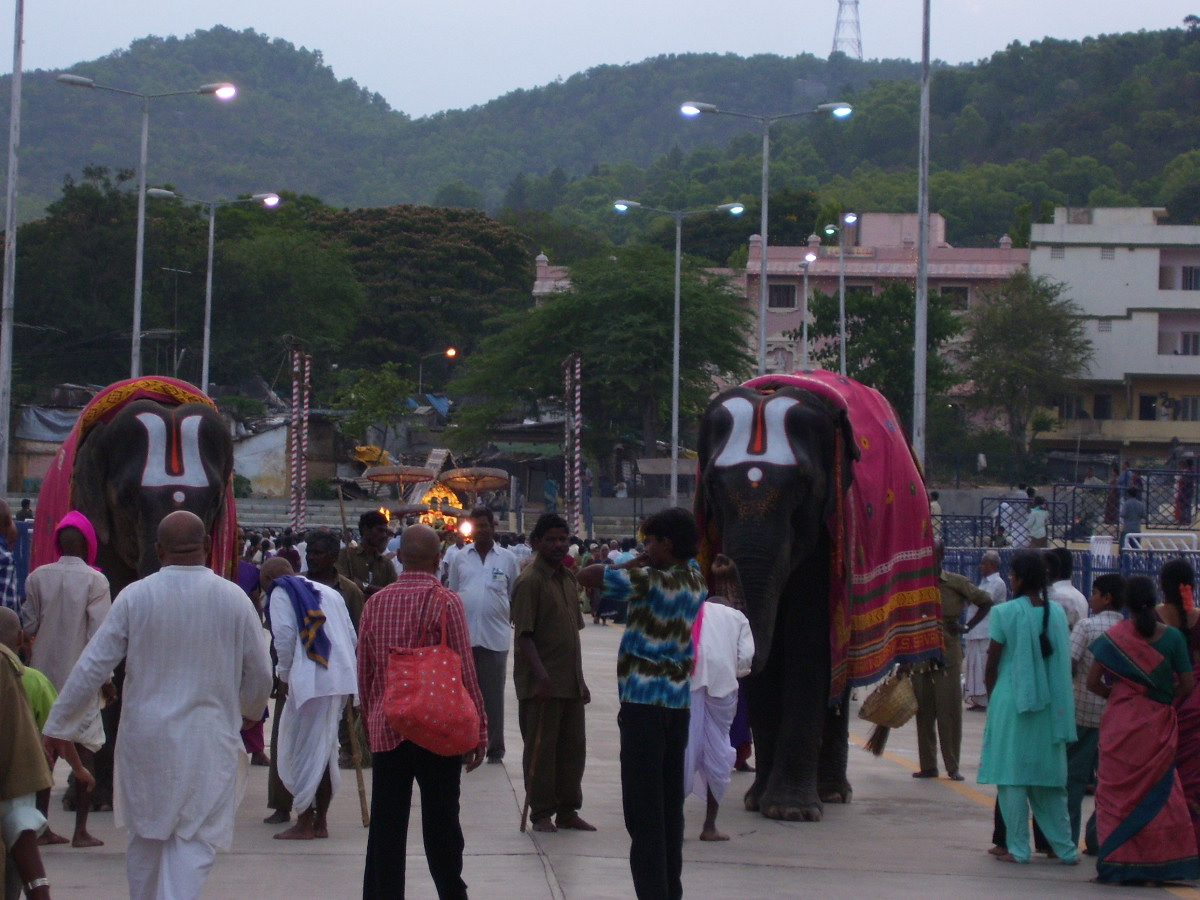
Слони марширують під фестивалю в Тірумалі

У храмі Венкатешвара протягом 365 днів у році відзначається понад 433 фестивалі   
Процесійне божество Малаяппа разом зі своїми дружинами Шрі Деві та БхуДеві ведеться процесією чотирма вулицями мада навколо храму на різних ваханах. Ваханами включають Дваджароханам, Педда Сеша Ваханам, Чінна Сеша Ваханам, Хамса Ваханам, Сімха Ваханам, Мутхайпу пандірі Ваханам, Калпаврікша Ваханам, Сарва Бхупала Ваханам, Мохіні Аватарам, Гаруда Ваханам, Хануманта Ваханам, Сварна Ратхоцавам (Золота Колісниця), Гаджаваханам, Ратоцавам (C hariot), Ашва Ваханам і Чакра Снанам.  

## Пісні та гімни
«Супрабхатам» — санскритський термін, який буквально означає «Доброго ранку» і призначений для пробудження божества від Його небесного сну.  Гімни були створені Пратхівадхі Бхаянкарамом Аннангарачар'єю протягом 13 століття і складаються з 70 шлок у чотирьох частинах, включаючи Suprabhatam (29), Stotram (11), Prapatti (14) і Mangalasasanam (16). 

## Сім пагорбів
Храм розташований на семи пагорбах.  Головне божество також називають Саптхагірішою  або Володарем семи пагорбів.  Вважається, що сім пагорбів, які також називають Саптагірі, представляють сім капюшонів Адішеші. Сім пагорбів є такими: 

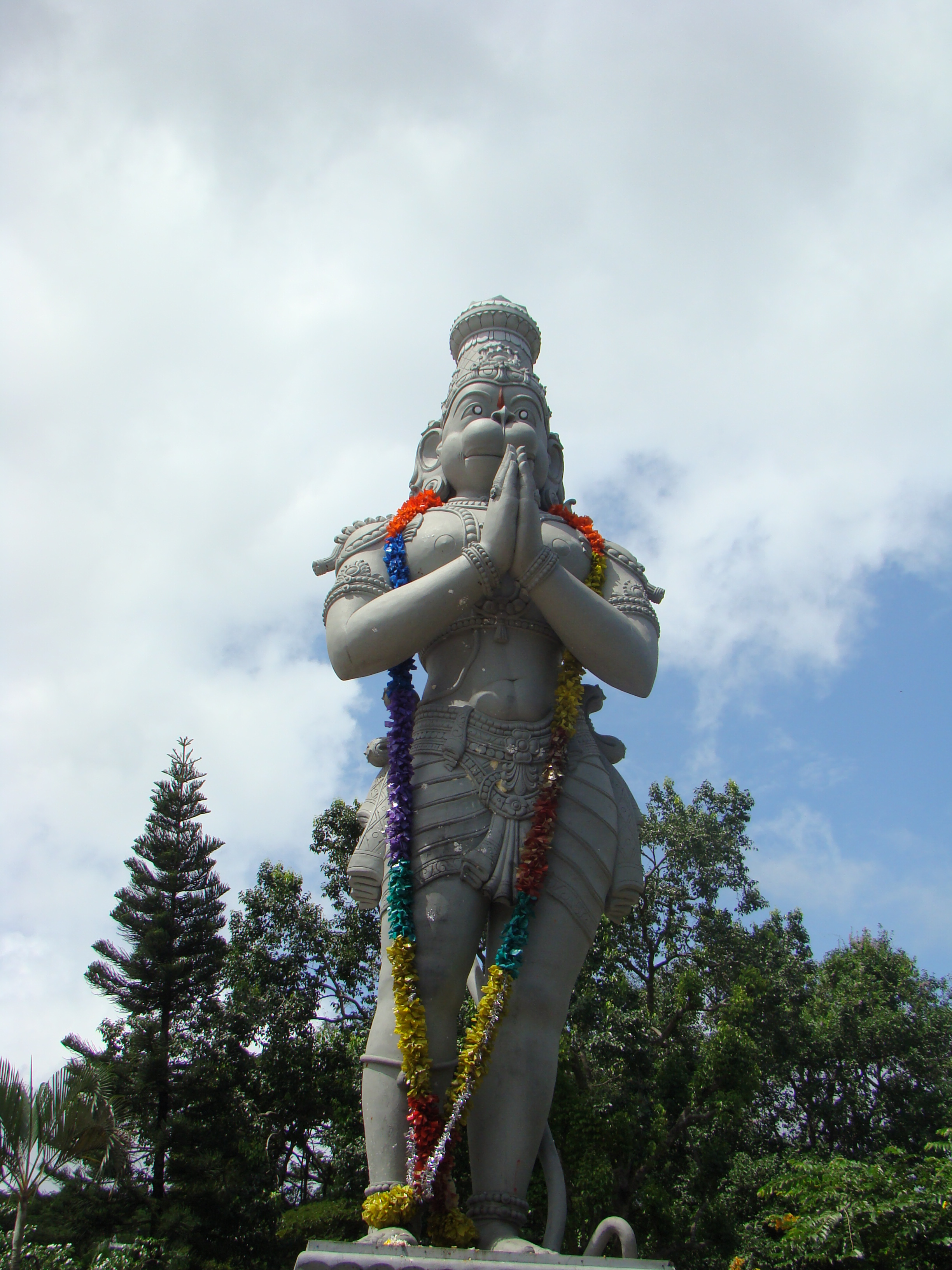
Статуя Ханумана в молитовній позі біля воріт Аліпірі в Тірумалі

- Врушабхадрі — пагорб Врішабасури, якого вбив Шрініваса
- Анджанадрі — пагорб Ханумана.
- Ніладрі — пагорб Ніли Деві
- Гарудадрі або Гарудачалам — пагорб Гаруди, вахана Вішну
- Сешадрі або Сешачалам — пагорб Шеша, даша Вішну
- Нараянадрі — пагорб Нараяни. Тут знаходяться Шріварі Падалу (сліди Венкатешвари).
- Венкатадрі — пагорб Венкатешвара

У Віманапрадакшині є субхрам, присвячений Кубері. Божество лежить праворуч від Ґарбхаґріхи й обличчям на південь до божества. 

## Видатні подвижники
Рамануджа (1017–1137)   відповідав за управління богослужіннями та іншими справами храму Венкатешвара. Йому приписують подарунок священної раковини та дискоса, зброї Вішну під час його візиту.  

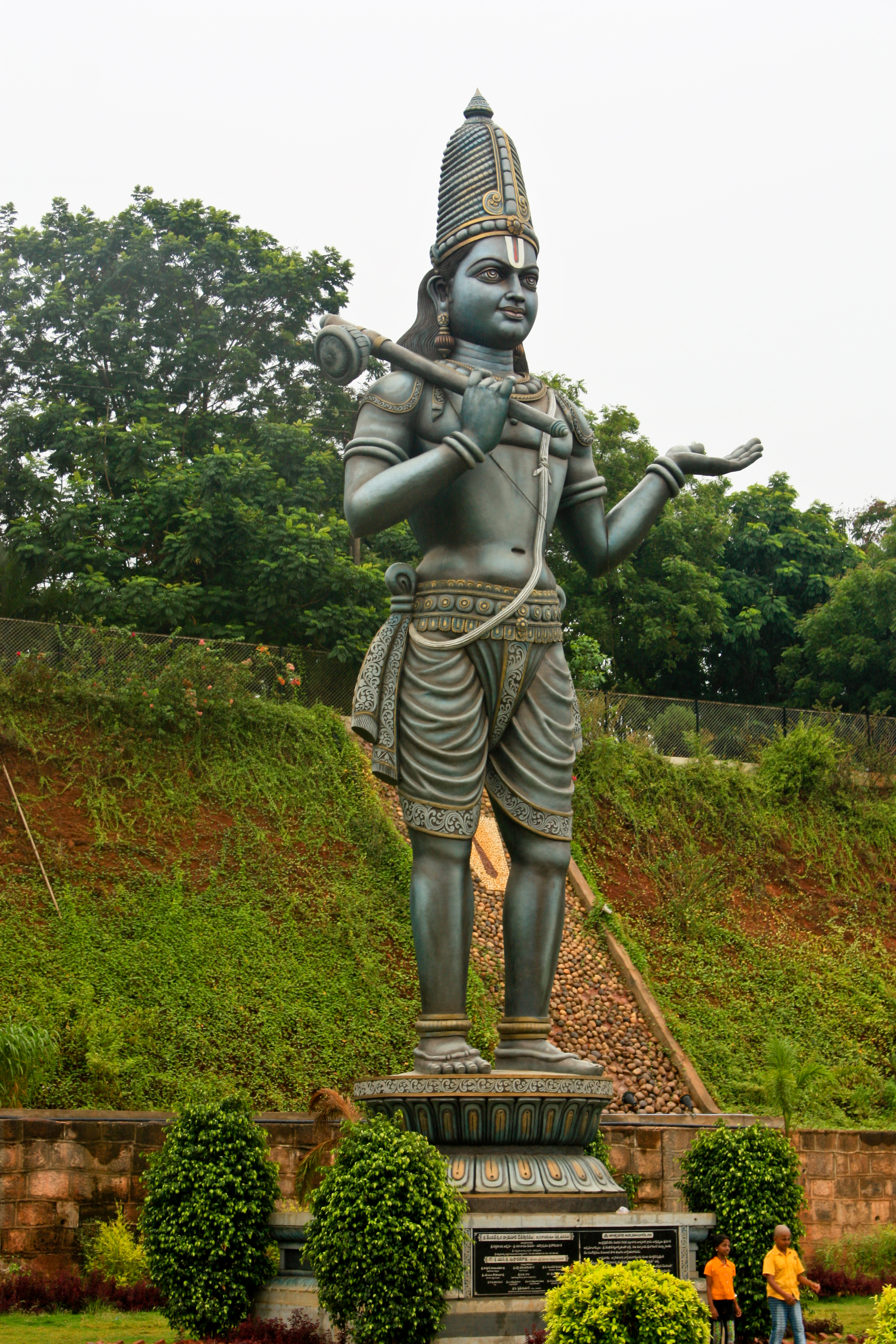
Статуя Пада-кавіта Пітаамаха, Шрі Таллапака Аннамачарья офіційний майстер пісень храму Тірумала Венкатешвара

Шрі Таллапака Аннамачар’я (22 травня 1408 – 4 квітня 1503) був композитором храму, який створив близько 36000 кіртан , багато з яких були на честь  головуючого божества храму.
Хатірам Бгаваджі був святим з Айодх'ї, який відвідав Тірумалу близько 1500 року нашої ери  під час паломництва та став відданим Венкатешвари.  

## Релігійне значення
Храм вважається одним із восьми кшетр Сваямбу Вішну, де, як вважають, верховне божество проявилося самостійно. Сім інших храмів у лінії: храм Шрірангам Ранганатхасвамі, храм Бху Вараха Свамі та храм Ванамамалаї Перумал у Південній Індії та Саліграма в Непалі, храм Наймісаранья, Пушкар і Бадрінатх у Північній Індії. 
Храм шанується Алварами в Дів'я Прабандхам.  Переваги, отримані від паломництва до Венкатачали, згадуються в Ріг Веді та Астхадаса Пуранах. У цих епосах Венкатешвара описується як великий дарувальник благ.  